# Torreta
Torreta é um tipo de montagem (plataforma de armas) habitualmente cilíndrica e com capacidade de rotação, de metralhadoras ou canhões (estes de menor calibre), acoplado a veículos, aviões e embarcações de guerra.